# Texaská univerzita v Austinu

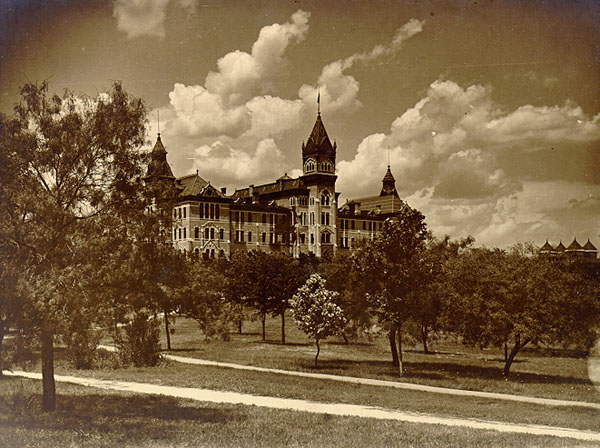
Hlavní budova univerzity na snímku z roku 1903

Texaská univerzita v Austinu (anglicky University of Texas at Austin, krátce University of Texas, UT nebo Texas) je největší univerzita v Texasu a nachází se zde hlavní kampus University of Texas Systems. 
Škola byla založena v roce 1883, v současnosti ji navštěvuje 50 201 studentů, a je tak pátou největší vysokou školou v USA. Texaská univerzita patří k nejlepším státním školám ve Spojených státech, do tzv. Public Ivy. Je členem Asociace amerických univerzit (Association of American Universities), spolku nejlepších severoamerických vysokých škol zaměřených na výzkum.

## Sport
Sportovní týmy univerzity se nazývají Texas Longhorns podle texaského dlouhorohého skotu.

## Významné osobnosti

### Profesoři

#### Nositelé Nobelovy ceny
- Hermann Joseph Muller - Nobelova cena za medicínu, 1946
- Ilja Prigogine - Nobelova cena za chemii, 1977
- Steven Weinberg - Nobelova cena za fyziku, 1979

### Absolventi
- Alan Bean – astronaut
- Jordan Spieth – golfista
- Jeb Bush – americký politik, bývalý guvernér státu Texas
- Laura Bushová – bývalá první dáma USA
- Ramsey Clark – americký advokát a aktivista mírového hnutí
- John Maxwell Coetzee – nositel Nobelovy ceny za literaturu, 2003
- Lady Bird Johnsonová – bývalá první dáma USA
- Janis Joplin – americká zpěvačka
- Bruce Sterling – americký spisovatel sci-fi
- Vladimíra Uhlířová – česká tenistka
- Rick Riordan - americký spisovatel
- Renée Zellweger – americká herečka
- Wes Anderson - americký filmový režisér, scenárista a producent
- Owen Wilson - americký herec a scenárista
- David Seikel - americký právník